# Igreja do Carmo (Coimbra)

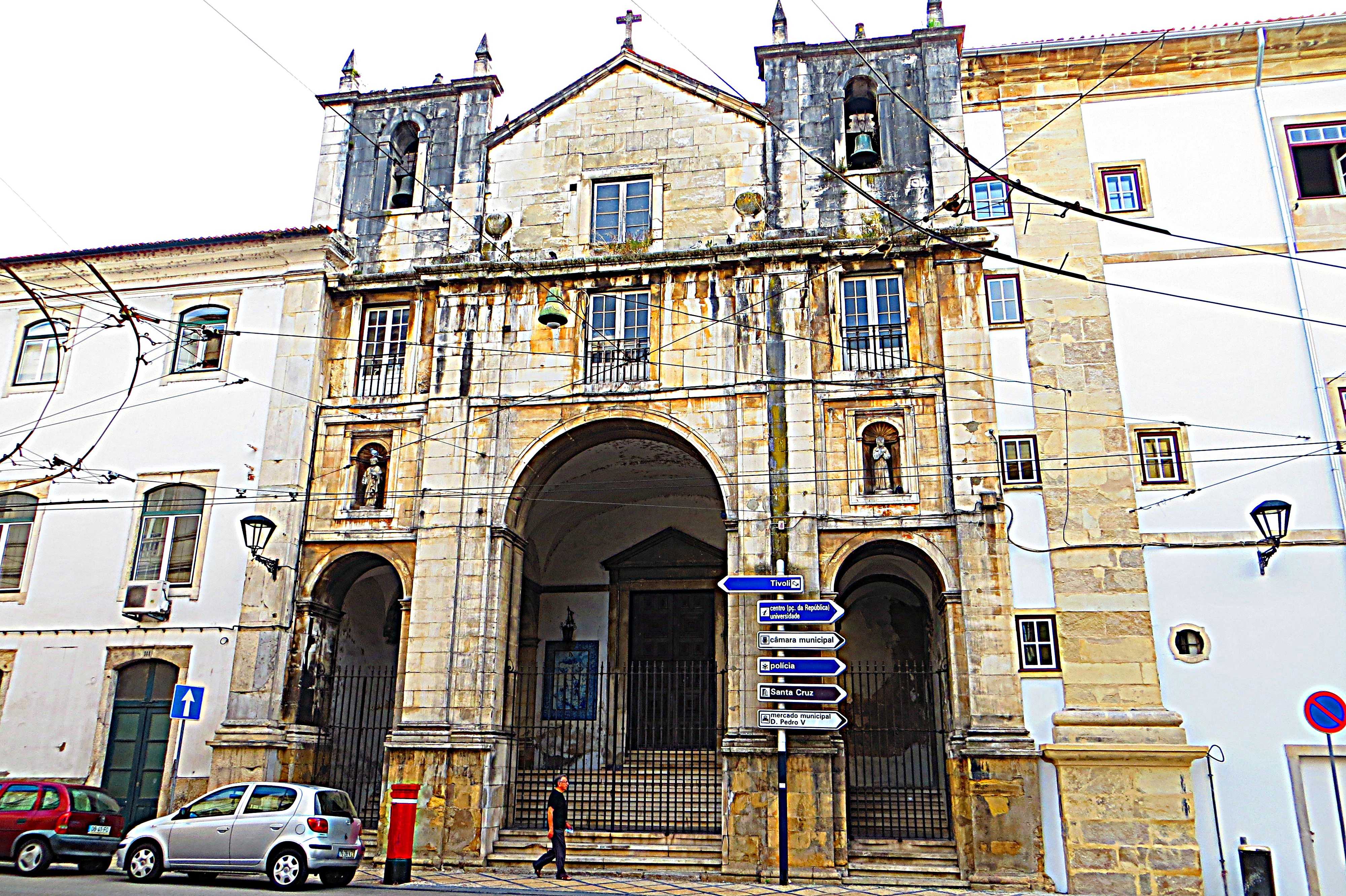

A Igreja do Carmo, também referida como Colégio e Igreja do Carmo e Lar da Ordem Terceira de São Francisco, situa-se na freguesia de Coimbra (Sé Nova, Santa Cruz, Almedina e São Bartolomeu), cidade, município, e distrito de Coimbra  em Portugal.
Colégio fundado em 1542, a Igreja data de 1597 e o claustro anexo, que segue o modelo quinhentista conimbricense da Renascença de 1600.
Encontra-se classificada como Monumento Nacional desde 2011.